# Fernando Buesa Arena
La Fernando Buesa Arena è un'arena sportiva coperta situata a Vitoria, in Spagna, utilizzata per la pratica della pallacanestro e per ospitare le partite interne del Saski Baskonia, oggi chiamato Caja Laboral Baskonia per via del suo sponsor.
La capacità attuale di posti a sedere dell'arena è di 15.504.

## Storia
Originariamente concepita come un mercato coperto per il bestiame bovino negli anni sessanta in una città che aveva abbandonato la sua vocazione agricola e attraversava un grande cammino di modernizzazione, l'arena fu presto riconvertita in un palazzetto dello sport, apertosi infine nel 1991.
Precedentemente conosciuto come il Pabellón Araba fino al 2000, il palazzetto è intitolato a Fernando Buesa, politico spagnolo assassinato dall'ETA.
L'arena ha ospitato nel 1996 la finale della Coppa d'Europa 1995-1996 nella quale la squadra locale del Saski Baskonia ha vinto il titolo.
Nell'aprile 2010 ha ospitato un'altra fase finale, le final four di Eurocup 2009-2010 vinte dal Valencia. Nel maggio 2019 ha invece ospitato la fase finale dell'Eurolega 2018-2019 che ha visto il CSKA Mosca laurearsi campione d'Europa.

## Galleria d'immagini

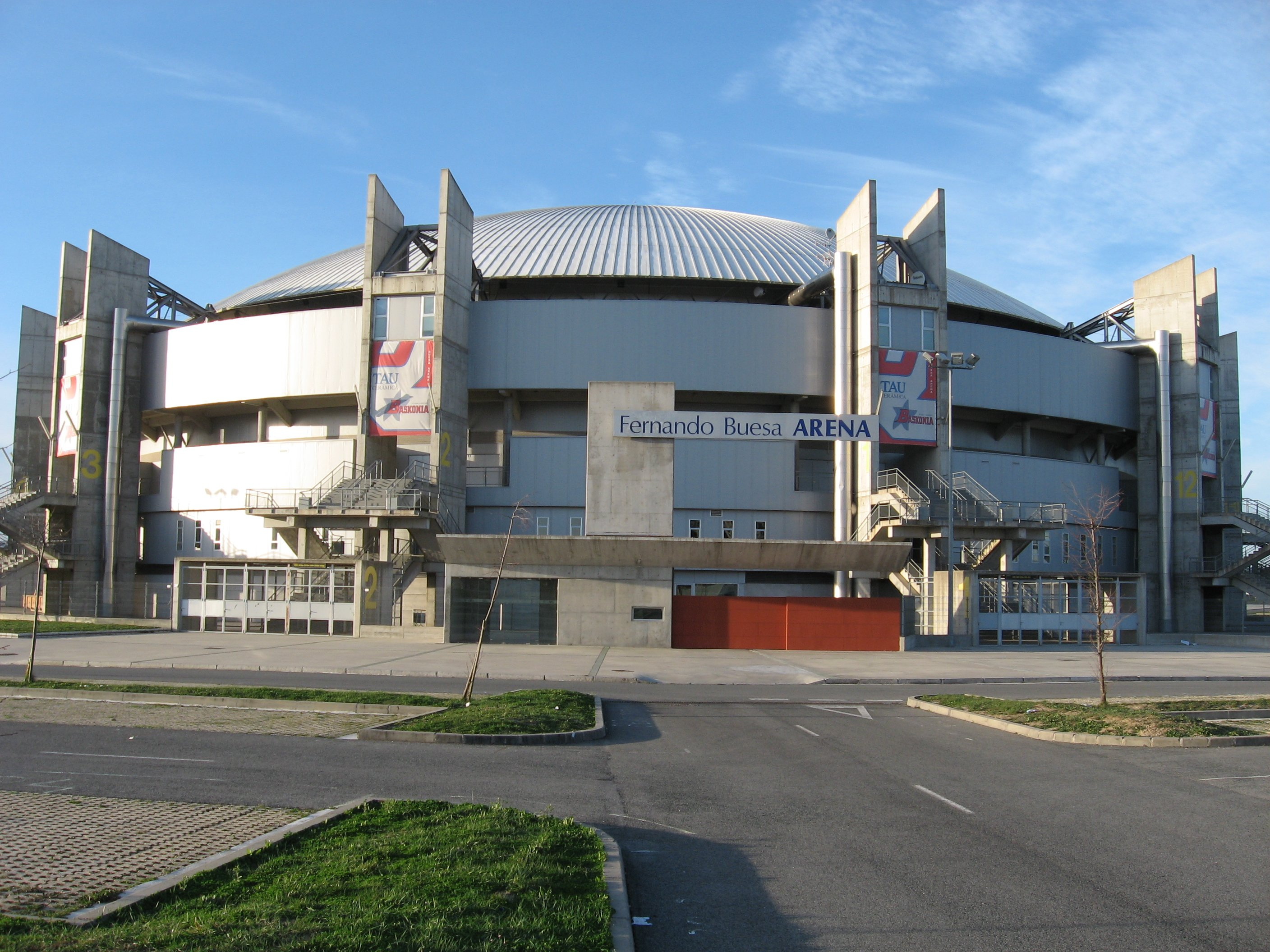
L'esterno prima dell'ampliamento avvenuto nel 2011
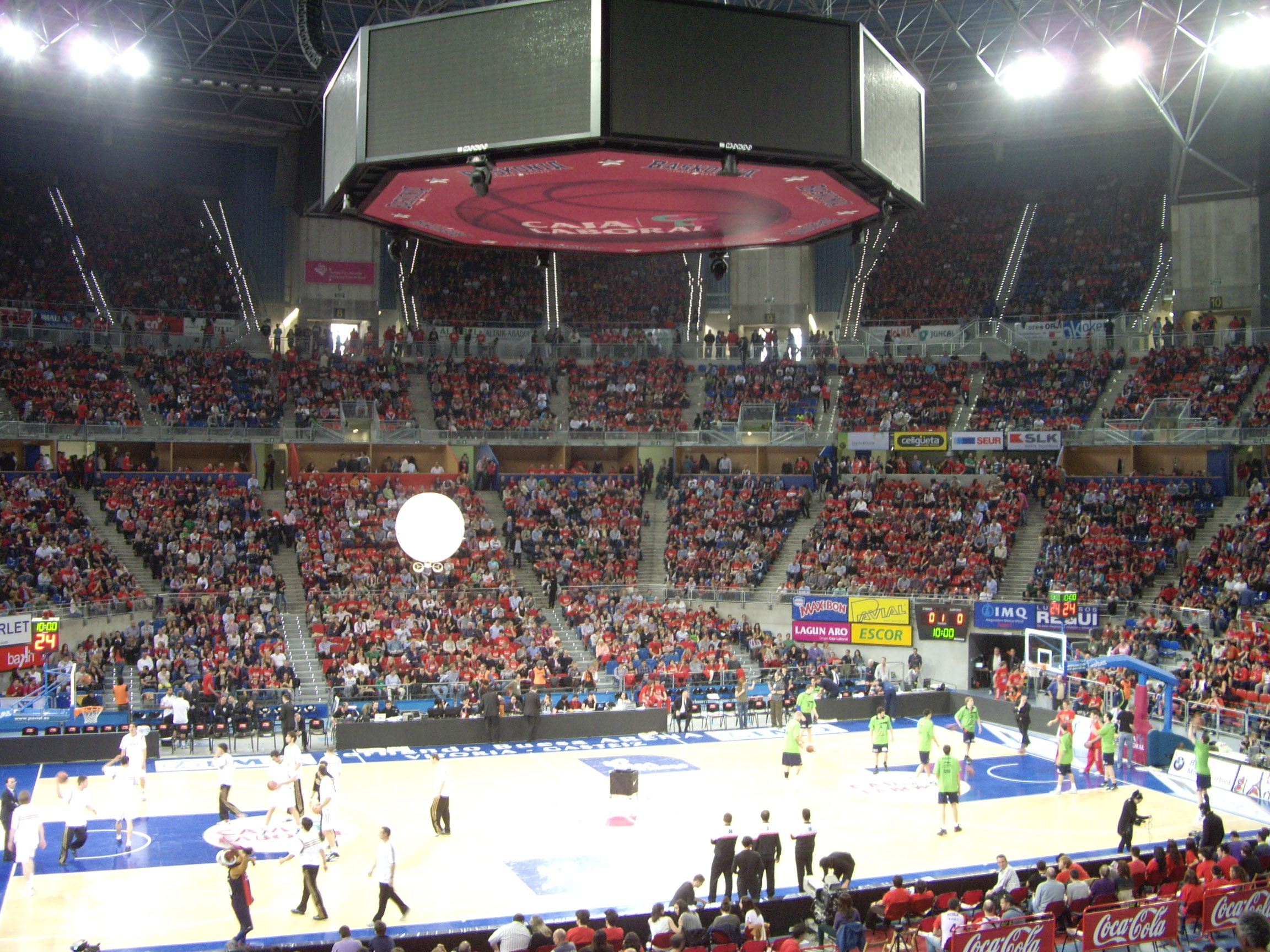
L'arena nel 2012 in una gara di campionato contro il Real Madrid